# Вольфганг Кіндль
Вольфганг Кіндль (нім. Wolfgang Kindl, нар. 18 квітня 1988) — австрійський саночник, дворазовий срібний призер Олімпійських ігор 2022 року, чемпіон світу та Європи. 

## Олімпійські ігри
| Рік  | Місто                     | Одиночні сани | Змішана естафета |
| ---- | ------------------------- | ------------- | ---------------- |
| 2010 | Ванкувер, Канада          | 9             | Н/Д              |
| 2014 | Сочі, Росія               | 9             | 7                |
| 2018 | Пхьончхан, Південна Корея | 9             | —                |
| 2022 | Пекін, Китай              | 2             | 2                |